# Мунда (мови)

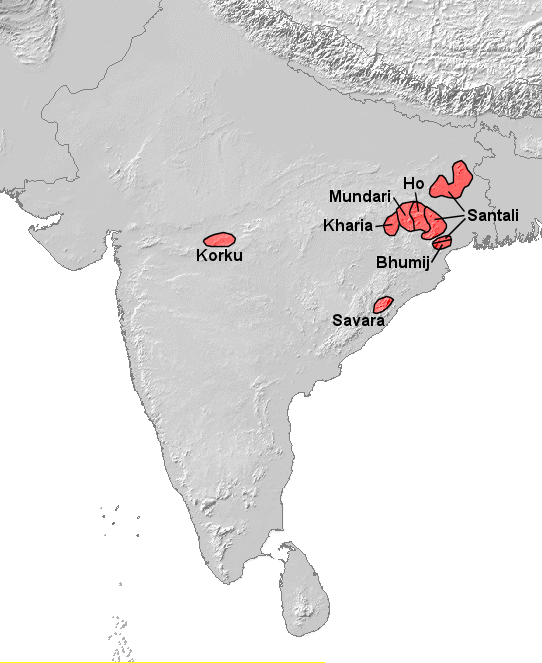
Поширення мов мунда в Індії

Му́нда — західна гілка австроазійських мов. Поширені в центральній та східній Індії і в Бангладеш. Ними говорять народи мунда. Найбільшими серед цих мов є санталі, мундарі, хо, корку, кхарія, савара.